# Sperrins

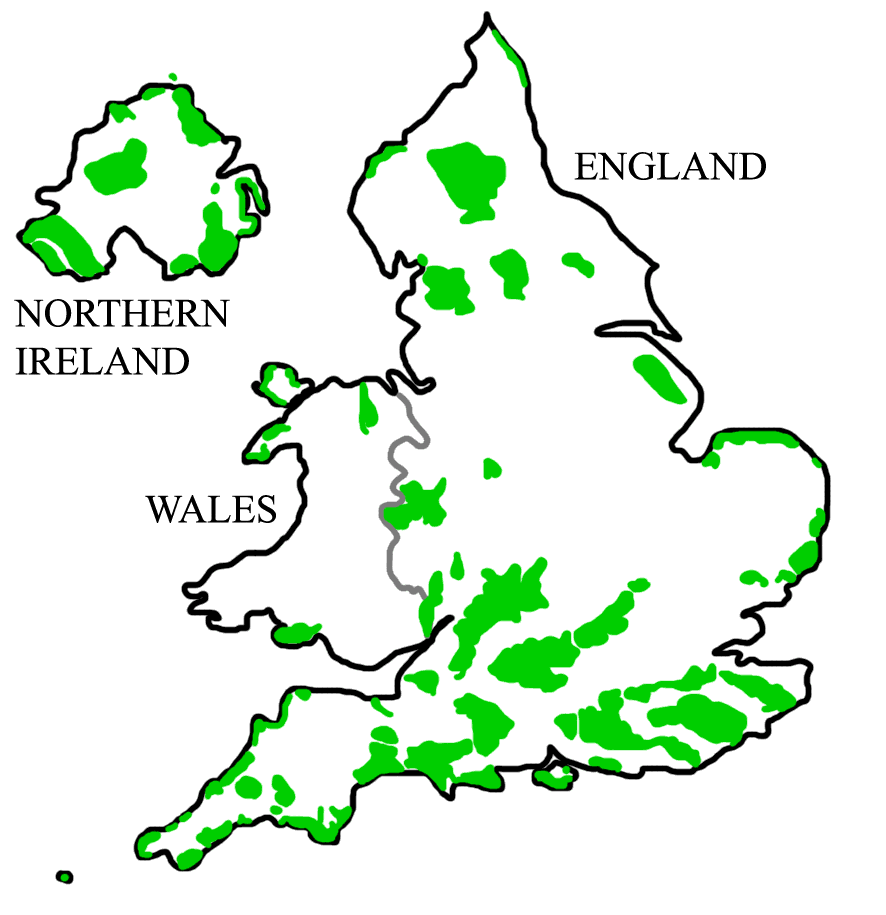
De National Landscapes van het Verenigd Koninkrijk, de Sperrins zijn de groene zone iets ten noordwesten van het centrum van Noord-Ierland op de kaart

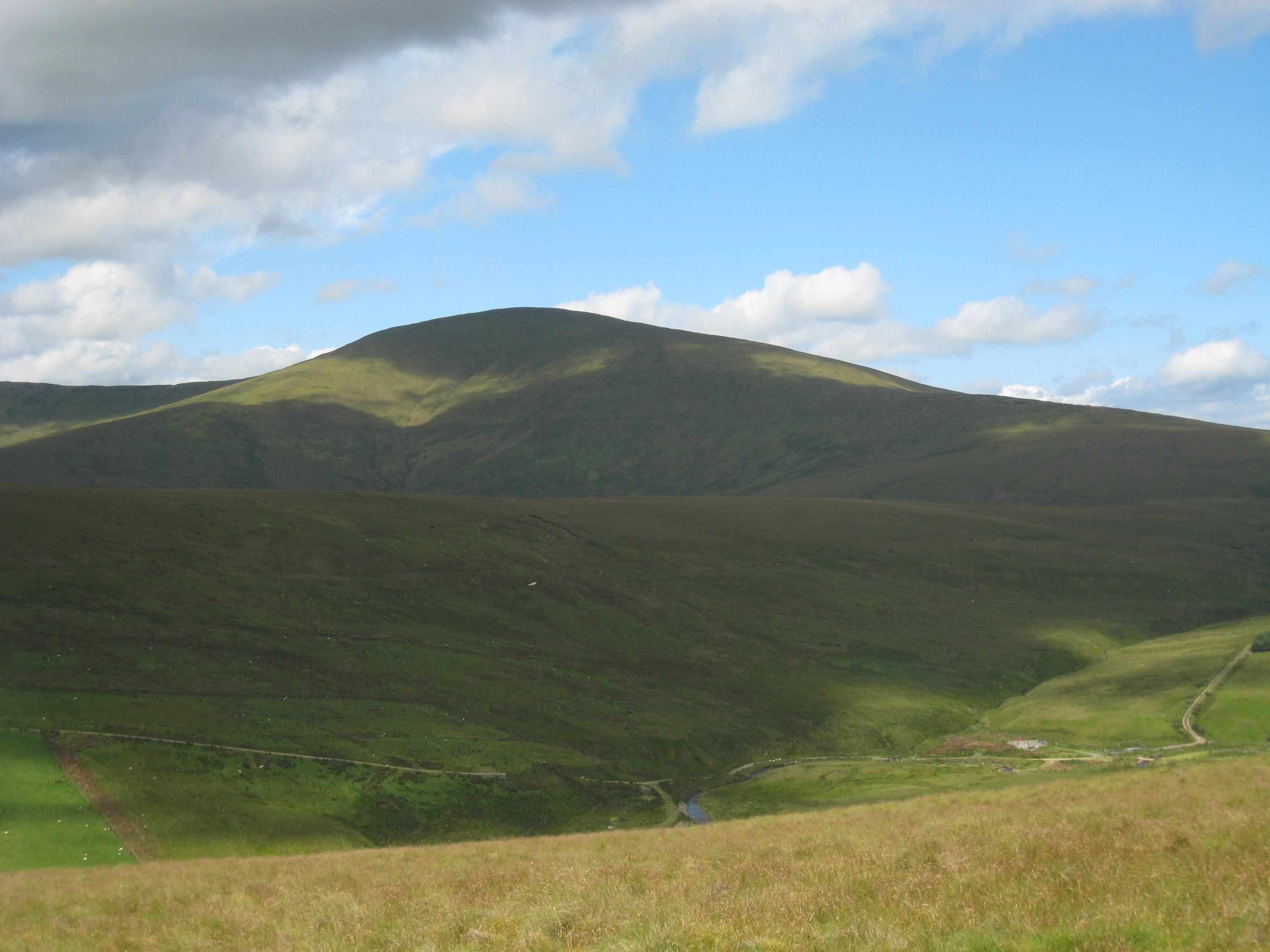
Sawel Mountain, de hoogste van de Sperrins

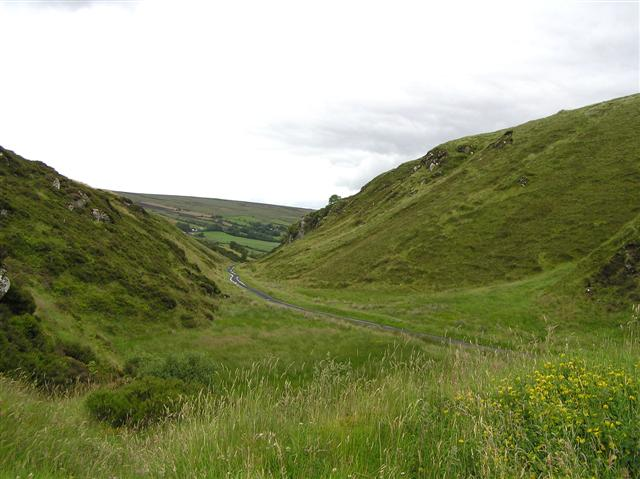

De Sperrins of Sperrin Mointains (Iers: na Speiríní) zijn een gebergte in het noordwesten van Noord-Ierland, meer bepaald in de districten Mid Ulster, Fermanagh and Omagh en Derry and Strabane. De hoogste top is de Sawel Mountain met een hoogte van 678 m, het is de zevende hoogste in Noord-Ierland. Ze zijn geklasseerd als een Brits National Landscape.
De Sperrins heeft een opvallend gletsjerlandschap. De Glenshane Pass, onderdeel van de A6 tussen Belfast en Derry, ligt in de bergen en heeft notoir slecht weer in de winter. De Carntogher (464 m), torent hoog boven de Glenshane Pass uit.
De Sperrins zijn ontstaan in de Caledonische orogenese.
Geologisch gezien worden de Sperrins meestal gevormd uit Precambrische metamorfe gesteenten, met enkele jongere Ordovicische stollingsgesteenten in de zuidelijke flank van het bereik. Men vindt er schist, kwartsiet, graniet, basalt en ryoliet.